# Бункер (фильм, 1981)
«Бункер» (англ. The Bunker) — фильм 1981 года производства Time-Life Productions, CBS и HBO.

## Сюжет
Фильм основан на книге Джеймса О’Доннелла и Уве Банзена с одноимённым названием, опубликованной в 1978 году, хотя и содержит значительные отклонения от неё. Изменения сделаны в основном для более точного соблюдения хронологии событий, также были изменены некоторые диалоги. Фильм повествует об обитателях Фюрербункера в последние месяцы войны (с 16 января по 2 мая 1945 года), а начинается он с того, что О’Доннелл (уже после окончания боевых действий в Берлине) пробирается в развалины бункера. В короткой сцене в начале фильма молодого О’Доннелла играет актёр Джеймс Нотон. Голос самого О’Доннелла звучит за кадром в начале и конце фильма.
Наиболее примечательным в фильме является изображение Энтони Хопкинсом Адольфа Гитлера, за что он и выиграл премию «Эмми». Актёры утверждали, что его игра было настолько хороша, что те, кто играл немецких солдат, вставали по стойке смирно, когда Хопкинс приближался к ним.
Интерпретации событий во многом отличаются от традиционных. Например, во время заключительного совещания между Гитлером и Альбертом Шпеером Хопкинс переходит на саркастический тон и жесты (включая аплодисменты), позволяя предположить, что Гитлер уже знал о предательстве Шпеера. Эта довольно спорная сцена породила мнение, что сходство с легендарным предвидением Иисуса Христа о предательстве Иуды было намеренным. Эти предположения отрицались, как и слухи о романе между Пайпер Лори (Магда Геббельс) и Клиффом Горманом (Йозеф Геббельс).
Кроме того, в фильме постоянно используются воспоминания людей, которые никогда таковых не писали. Например, д-р Вернер Хаазе никогда не писал воспоминаний, поскольку умер в советском плену в 1950 году. Кроме того, две сцены написаны с точки зрения повара Гитлера, Констанции Манциарли, тогда как Манциарли пропала без вести во время побега из бункера, так что ни О’Доннелл, ни любое другое лицо не могли взять у неё интервью.

## В ролях
- Энтони Хопкинс — Адольф Гитлер
- Ричард Джордан — Альберт Шпеер
- Клифф Горман — Йозеф Геббельс
- Джеймс Нотон — Джеймс П. О’Доннелл
- Майкл Лонсдейл — Мартин Борман
- Пайпер Лори — Магда Геббельс
- Сьюзан Блэйкли — Ева Браун
- Мартин Джарвис — Йоханнес Хетчель
- Майкл Китчен — Рохус Миш
- Роберт Остин — Вальтер Вагнер
- Андри Рэй — Отто Гюнше
- Ив Бренвиль — Гейнц Гудериан
- Майкл Калвер — Вильгельм Монке
- Джулиан Феллоуз — Николаус фон Белов
- Франк Гатлифф — Эрнст Гюнтер Шенк
- Терренс Хардиман — Герман Фегелейн
- Эдвард Хардвик — Дитер Шталь
- Карл Хельд — Ганс Баур
- Дэвид Кинг — Герман Геринг
- Сара Маршалл — Траудль Юнге
- Иоанн Павел — Вильгельм Кейтель
- Моррис Перри — Вернер Хаазе
- Пэм Климент — Констанция Манциарли
- Джон Шарп — Теодор Морелль
- Майкл Ширд — Генрих Гиммлер
- Тони Стидман — Альфред Йодль
- Пегги Франкстон — Маргарет Шпеер